# Plogoff
Plogoff är en kommun i departementet Finistère i regionen Bretagne i västra Frankrike. Kommunen ligger i kantonen Pont-Croix som tillhör arrondissementet Quimper. År 2022 hade Plogoff 1 166 invånare.

## Befolkningsutveckling
Antalet invånare i kommunen Plogoff
Referens:INSEE